# Saboter
Saboter je česká hra z roku 1989. Vytvořila ji skupina VBG Software pro počítače PMD 85. Jednalo se o poslední hru zmíněné skupiny. Vlastimil Veselý na ní pracoval během výstavy ZENIT88, kde zastupoval tuto skupinu. Sám k ní byl kritický. Hra je inspirovaná titulem pro ZX Spectrum Saboteur.
Hráč se ujímá příslušníka rozvědky, který infiltroval nepřátelské zařízení. Jeho cílem je aktivovat atomové auto-destrukční zařízení. V splnění cíle mu brání ozbrojení vojáci a automatické kulomety chránící důležité části komplexu. Kulomety lze zneškodnit jedině zničením řídící centrály, což lze udělat jen ručním granátem. Do některých míst se navíc lze dostat jen s pomocí klíče, který je nutné najít. Kromě klíčů lze najít i jiné předměty, včetně zbraní, kterými lze vyřadit nepřátele.